# Щур, Леонид Сидорович
Леонид Сидорович Щур — советский хозяйственный, государственный и политический деятель.

## Биография
Родился в 1924 году в селе Самарское. Член КПСС.
Участник Великой Отечественной войны, С 1950 года — на хозяйственной, общественной и политической работе. В 1950—1987 гг. — работник треста «Орскметаллургстрой», работник треста «Жилстрой-1», парторг строительства доменной печи № 2 Орско-Халиловского металлургического комбината, секретарь партийного комитета треста «Новотроицкметаллургстрой», второй секретарь Новотроицкого горкома партии, председатель Новотроицкого горисполкома, первый секретарь Новотроицкого горкома КПСС.
Делегат XXVI съезда КПСС.
Почетный гражданин города Новотроицка (13.03.1995).
Умер в Новотроицке в 2017 году.